# Astragalus sparsiflorus
Astragalus sparsiflorus är en ärtväxtart som beskrevs av Asa Gray. Astragalus sparsiflorus ingår i släktet vedlar, och familjen ärtväxter.

## Underarter
Arten delas in i följande underarter:
- A. s. majusculus
- A. s. sparsiflorus